# Djamila Zigha
Djamila Zigha est une juge algérienne et première femme nommée procureure générale du tribunal de Boumerdès. Elle est nommée à ce poste en 2014 par le président Abdelaziz Bouteflika,.

## Carrière
Djamila commence sa carrière en 1988 en travaillant avec l'administration pénitentiaire algérienne. De 1992 à 1996, elle siège au tribunal de Boufarik sous la juridiction du tribunal de Blida en tant que présidente des référés, de la section sociale et du statut personnel. En 1996, elle est transférée au tribunal de Bab El-Oued où elle est présidente de la section pénale pendant cinq ans.
En 2001, elle est nommée conseillère à la chambre d'accusation du tribunal d'Alger et est ensuite promue à la tête de la chambre en 2004, supervisant les juges d'instruction des cinq tribunaux relevant de la compétence territoriale et locale du tribunal d'Alger,. Djamila est connue pour avoir statué dans des affaires importantes telles que Sonatrach 1 et 2, le port d'Alger, l'autoroute Est-Ouest, et dans le cas du décès de l'ancien chef de la Sûreté nationale, Ali Tounsi,.